# Sam Morsy
Samy Sayed Mekkay Saied Morsy (arabul: سامي سيد مكاوي سعيد مرسي; magyaros átírással: Szám Morszi) (Wolverhampton, 1991. szeptember 10. –) angol születésű egyiptomi válogatott labdarúgó, az angol Ipswich Town csapatkapitánya.

## Pályafutása

### Klubcsapatban
A Wolverhampton Wanderers csapatában nevelkedett, majd rövid ideig a Port Vale ifjúsági csapatában is szerepelt. 2010. február 23-án mutatkozott be a Port Vale első csapatában a Lincoln City elleni bajnoki mérkőzésen. 2011. február 21-én első gólját is megszerezte a bajnokságban a Stevenage ellen. 2013 júliusában csatlakozott a Chesterfield csapatához. Augusztus 3-án a Bury ellen lépett első alkalommal pályára. 2016. január 28-án két és fél évre aláírt a Wigan Athletichoz. Augusztus végén kölcsönbe került a Barnsley klubjához.

### A válogatottban
Részt vett a 2018-as oroszországi labdarúgó-világbajnokságon.

## Sikerei, díjai
- Chesterfield
  - League Two: 2013–14

- Wigan Athletic
  - League One: 2015–16, 2017–18